# 诺基亚5320 XpressMusic
諾基亞5320（Nokia 5320 XpressMusic）是諾基亞於2008年6月推出的一款3.5G HSDPA（中國大陸版無此功能）智慧型手機，使用建于S60第三版 功能包2的Symbian OS v9.3系统。其在台灣的定制機電信業者為臺灣大哥大。

## 外部連結
- 諾基亞5320官方版本
- 諾基亞5320Eprice比價王官網（页面存档备份，存于）